# Upravno pravo
Upravno pravo je grana prava koja uređuje upravnu djelatnost, a čini je skup pravnih normi koje uređuju organizaciju uprave, područje djelovanja, postupak rada i način nadzora i odgovornosti subjekata koji obavljaju upravne poslove.
Područje života koje pokriva uprava su brojni i veoma raznoliki: od vođenja matičnih knjiga i drugih evidencija, preko policijskih i inspekcijskih poslova, komunalnih poslova, vodoprivrednih, građevinskih poslova, do poslova zdravstva, socijalne sigurnosti, školstva, kulture i mnogih drugi sfera.
Sa stanovišta provođenja zakonitosti, zaštite građana i djelotvornosti uprave vrlo su važne norme upravnog postupka. To su norme koje određuju način rada nosioca upravne djelatnosti u donošenju upravnih akata kojima se odlučuje o pravima i obavezama pojedinih subjekata.
Upravnu djelatnost javnog karaktera obavljaju državna tijela (tijela državne uprave). Međutim neke poslove javnog značaja mogu obavljati i pravne osobe kao što su škole, sveučilišta, zdravstvene ustanove, neka trgovačka društva.

## Vanjske poveznice
- N.N., br. 47/09. - Zakon o općem upravnom postupku (stupio na snagu 1. siječnja 2010)